# Roland Riese (Badminton)

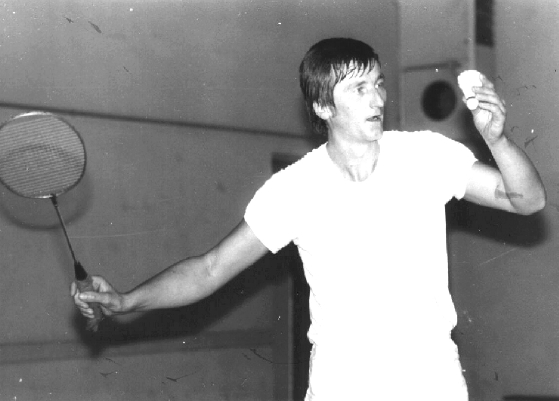
Roland Riese Mitte der 1970er

Roland Riese (* 10. November 1949 in Tröbitz) ist ein ehemaliger deutscher Badmintonspieler. Sein jüngerer Bruder ist Gerhard Riese, der ebenfalls zu Medaillenehren im Badminton kam.

## Karriere
In seinem Geburtsort Tröbitz erlernte er das Badminton-Spiel in der BSG Aktivist Tröbitz. Mit diesem Verein erkämpfte er alle seine nationalen Erfolge, unter anderem sieben Nachwuchstitel und drei DDR-Mannschaftstitel bei den Erwachsenen. In den 70er Jahren gehörte er der DDR-Nationalmannschaft an. Anfang der 70er feierte er auch seine größten sportlichen Erfolge. In der Saison 1969/1970 gewann er den Doppeltitel zusammen mit Klaus Katzor, welchen sie in der darauffolgenden Saison verteidigen konnten. Noch ein Jahr später erkämpfte er sich zusammen mit Monika Thiere den Titel im Mixed, welchen sie ebenfalls ein Jahr später erneut gewannen. 1976 siegte er auch auf internationaler Ebene bei den Hungarian International im Herrendoppel. Er absolvierte für seinen Heimatverein 182 Punktspiele in der 1. Mannschaft und rangiert damit hinsichtlich der Anzahl der Spiele hinter Joachim Schimpke auf Platz 2.
Seine sportliche Karriere nahm Mitte 1983 ein abruptes Ende, als er sich eine schwere Meniskusverletzung zuzog, den Federballschläger für immer an den Nagel hängen und seine Aktivitäten auf die Tätigkeit als Trainer im Nachwuchsbereich beschränken musste.
Roland Riese lebt heute noch in Tröbitz und ist immer noch als Trainer im Badminton aktiv.

## Sportliche Erfolge
| Veranstaltung                       | Saison    | Disziplin    | Platz | Name |
| ----------------------------------- | --------- | ------------ | ----- | --- |
| DDR-Bestenermittlung AK 10/11       | 1961/1962 | Herreneinzel | 3     | Roland Riese (Aktivist Tröbitz) |
| DDR-Bestenermittlung AK 12/13       | 1962/1963 | Herreneinzel | 3     | Roland Riese (Aktivist Tröbitz) |
| DDR-Bestenermittlung AK 12/13       | 1962/1963 | Herrendoppel | 1     | Roland Riese / Bernd Bäcker (Aktivist Tröbitz) |
| DDR-Bestenermittlung AK 12/13       | 1963/1964 | Herrendoppel | 1     | Roland Riese / Bernd Schurig (Aktivist Tröbitz) |
| DDR-Bestenermittlung AK 12/13       | 1963/1964 | Herreneinzel | 1     | Roland Riese (Aktivist Tröbitz) |
| DDR-Einzelmeisterschaft AK 16/17    | 1965/1966 | Herrendoppel | 1     | Jürgen Bommel / Roland Riese (Aktivist Tröbitz) |
| DDR-Einzelmeisterschaft AK 16/17    | 1966/1967 | Mixed        | 1     | Roland Riese / Monika Thiere (Aktivist Tröbitz) |
| DDR-Mannschaftsmeisterschaft Jugend | 1966/1967 | Mannschaft   | 3     | Aktivist Tröbitz (Roland Riese, Bernd Bäcker, Werner Michael, Monika Thiere, Angelika Seifert) |
| DDR-Einzelmeisterschaft AK 16/17    | 1967/1968 | Mixed        | 1     | Roland Riese / Monika Thiere (Aktivist Tröbitz) |
| DDR-Einzelmeisterschaft AK 16/17    | 1967/1968 | Herrendoppel | 3     | Bernd Bäcker / Roland Riese (Aktivist Tröbitz) |
| DDR-Mannschaftsmeisterschaft Jugend | 1967/1968 | Mannschaft   | 1     | Aktivist Tröbitz (Roland Riese, Bernd Bäcker, Werner Michael, Alfred Kraus, Monika Thiere, Angelika Seifert) |
| DDR-Mannschaftsmeisterschaft Jugend | 1968/1969 | Mannschaft   | 1     | Aktivist Tröbitz (Roland Riese, Bernd Bäcker, Alfred Kraus, Monika Thiere, Angelika Seifert) |
| DDR-Mannschaftsmeisterschaft        | 1968/1969 | Mannschaft   | 1     | Aktivist Tröbitz (Gottfried Seemann, Joachim Schimpke, Erich Wilde, Klaus-Peter Färber, Klaus Katzor, Roland Riese, Harry Deinert, Ruth Mertzig, Rita Gerschner, Annemarie Seemann, Angelika Seifert, Monika Thiere) |
| DDR-Einzelmeisterschaft             | 1969/1970 | Herrendoppel | 1     | Klaus Katzor / Roland Riese (Aktivist Tröbitz) |
| DDR-Mannschaftsmeisterschaft        | 1969/1970 | Mannschaft   | 1     | Aktivist Tröbitz (Gottfried Seemann, Joachim Schimpke, Erich Wilde, Klaus-Peter Färber, Roland Riese, Klaus Katzor, Rita Gerschner, Monika Thiere, Annemarie Seemann)                                                |
| DDR-Einzelmeisterschaft             | 1970/1971 | Herrendoppel | 1     | Klaus Katzor / Roland Riese (Aktivist Tröbitz) |
| DDR-Mannschaftsmeisterschaft        | 1970/1971 | Mannschaft   | 1     | Aktivist Tröbitz (Gottfried Seemann, Werner Michael, Joachim Schimpke, Erich Wilde, Harry Deinert, Klaus-Peter Färber, Roland Riese, Klaus Katzor, Angelika Seifert, Monika Thiere, Rita Gerschner)                  |
| DDR-Einzelmeisterschaft             | 1971/1972 | Mixed        | 1     | Roland Riese / Monika Thiere (Fortschritt Tröbitz) |
| DDR-Einzelmeisterschaft             | 1971/1972 | Herrendoppel | 2     | Joachim Schimpke / Roland Riese (Fortschritt Tröbitz) |
| DDR-Mannschaftsmeisterschaft        | 1971/1972 | Mannschaft   | 2     | Fortschritt Tröbitz (Gottfried Seemann, Werner Michael, Joachim Schimpke, Klaus-Peter Färber, Roland Riese, Rainer Skobowsky, Klaus Katzor, Rita Gerschner, Angelika Seifert, Monika Thiere)                         |
| DDR-Mannschaftsmeisterschaft        | 1972/1973 | Mannschaft   | 2     | Fortschritt Tröbitz (Gottfried Seemann, Gerhard Riese, Joachim Schimpke, Claus Cassens, Klaus-Peter Färber, Roland Riese, Klaus Katzor, Monika Thiere, Angelika Seifert, Rita Gerschner)                             |
| DDR-Einzelmeisterschaft             | 1972/1973 | Mixed        | 1     | Roland Riese / Monika Thiere (Fortschritt Tröbitz) |
| DDR-Einzelmeisterschaft             | 1972/1973 | Herreneinzel | 3     | Roland Riese (Fortschritt Tröbitz) |
| DDR-Einzelmeisterschaft             | 1972/1973 | Herrendoppel | 3     | Joachim Schimpke / Roland Riese (Fortschritt Tröbitz) |
| DDR-Einzelmeisterschaft             | 1973/1974 | Herreneinzel | 3     | Roland Riese (Fortschritt Tröbitz) |
| DDR-Mannschaftsmeisterschaft        | 1973/1974 | Mannschaft   | 2     | Fortschritt Tröbitz (Annemarie Richter, Harald Richter, Monika Thiere, Joachim Schimpke, Klaus-Peter Färber, Roland Riese, Werner Michael)                                                                           |
| DDR-Mannschaftsmeisterschaft        | 1974/1975 | Mannschaft   | 2     | Fortschritt Tröbitz (Klaus Katzor, Joachim Schimpke, Roland Riese, Klaus Skobowsky, Harald Richter, Rena Scheithauer, Christine Ober, Carmen Ober)                                                                   |
| DDR-Einzelmeisterschaft             | 1974/1975 | Herrendoppel | 3     | Klaus Skobowsky / Roland Riese (Fortschritt Tröbitz) |
| DDR-Mannschaftsmeisterschaft        | 1976/1977 | Mannschaft   | 2     | Fortschritt Tröbitz (Frank-Thomas Seyfarth, Joachim Schimpke, Roland Riese, Klaus Skobowsky, Harald Richter, Christine Ober, Carmen Ober)                                                                            |
| DDR-Einzelmeisterschaft             | 1976/1977 | Herrendoppel | 2     | Joachim Schimpke / Roland Riese (Fortschritt Tröbitz) |
| DDR-Mannschaftsmeisterschaft        | 1977/1978 | Mannschaft   | 2     | Fortschritt Tröbitz (Frank-Thomas Seyfarth, Joachim Schimpke, Roland Riese, Klaus Skobowsky, Harald Richter, Christine Ober, Carmen Ober)                                                                            |
| DDR-Einzelmeisterschaft             | 1977/1978 | Mixed        | 2     | Roland Riese / Astrit Schreiber (Fortschritt Tröbitz / Fortschritt Hohenstein-Ernstthal) |
| DDR-Einzelmeisterschaft             | 1977/1978 | Herrendoppel | 3     | Joachim Schimpke / Roland Riese (Fortschritt Tröbitz) |
| DDR-Einzelmeisterschaft             | 1978/1979 | Herreneinzel | 3     | Roland Riese (Fortschritt Tröbitz) |
| DDR-Einzelmeisterschaft             | 1978/1979 | Herrendoppel | 3     | Jürgen Richter / Roland Riese (HSG DHfK Leipzig / Fortschritt Tröbitz) |
| DDR-Mannschaftsmeisterschaft        | 1978/1979 | Mannschaft   | 2     | Fortschritt Tröbitz (Frank-Thomas Seyfarth, Joachim Schimpke, Roland Riese, Klaus Skobowsky, Harald Richter, Christine Ober, Carmen Ober)                                                                            |
| DDR-Mannschaftsmeisterschaft        | 1979/1980 | Mannschaft   | 2     | Fortschritt Tröbitz (Frank-Thomas Seyfarth, Joachim Schimpke, Roland Riese, Klaus Skobowsky, Harald Richter, Christine Ober, Carmen Ober)                                                                            |
| DDR-Mannschaftsmeisterschaft        | 1980/1981 | Mannschaft   | 3     | Fortschritt Tröbitz (Frank-Thomas Seyfarth, Joachim Schimpke, Roland Riese, Klaus Skobowsky, Harald Richter, Christine Ober, Carmen Ober)                                                                            |
| DDR-Mannschaftsmeisterschaft        | 1981/1982 | Mannschaft   | 3     | Fortschritt Tröbitz (Frank-Thomas Seyfarth, Joachim Schimpke, Roland Riese, Klaus Skobowsky, Harald Richter, Christine Ober, Carmen Ober)                                                                            |
| DDR-Mannschaftsmeisterschaft        | 1982/1983 | Mannschaft   | 3     | Fortschritt Tröbitz (Joachim Schimpke, Roland Riese, Frank-Thomas Seyfarth, Thomas Dittrich, Harald Richter, René Born, Christine Ober, Carmen Ober, Annemarie Seemann, Petra Schubert)                              |

## Referenzen
- René Born: 1957–1997. 40 Jahre Badminton in Tröbitz – Die Geschichte des BV Tröbitz e. V., Eigenverlag (1997), 84 Seiten. (Online-Version)
- René Born: Badminton in Tröbitz (Teil 1 – Die Anfänge, die Medaillengewinner, die Statistik), Eigenverlag (2007), 455 Seiten (Online-Version)
- Martin Knupp: Deutscher Badminton Almanach, Eigenverlag (2003), 230 Seiten

| Personendaten    | Personendaten              |
| ---------------- | -------------------------- |
| NAME             | Riese, Roland              |
| KURZBESCHREIBUNG | deutscher Badmintonspieler |
| GEBURTSDATUM     | 10. November 1949          |
| GEBURTSORT       | Tröbitz                    |